# Sigille

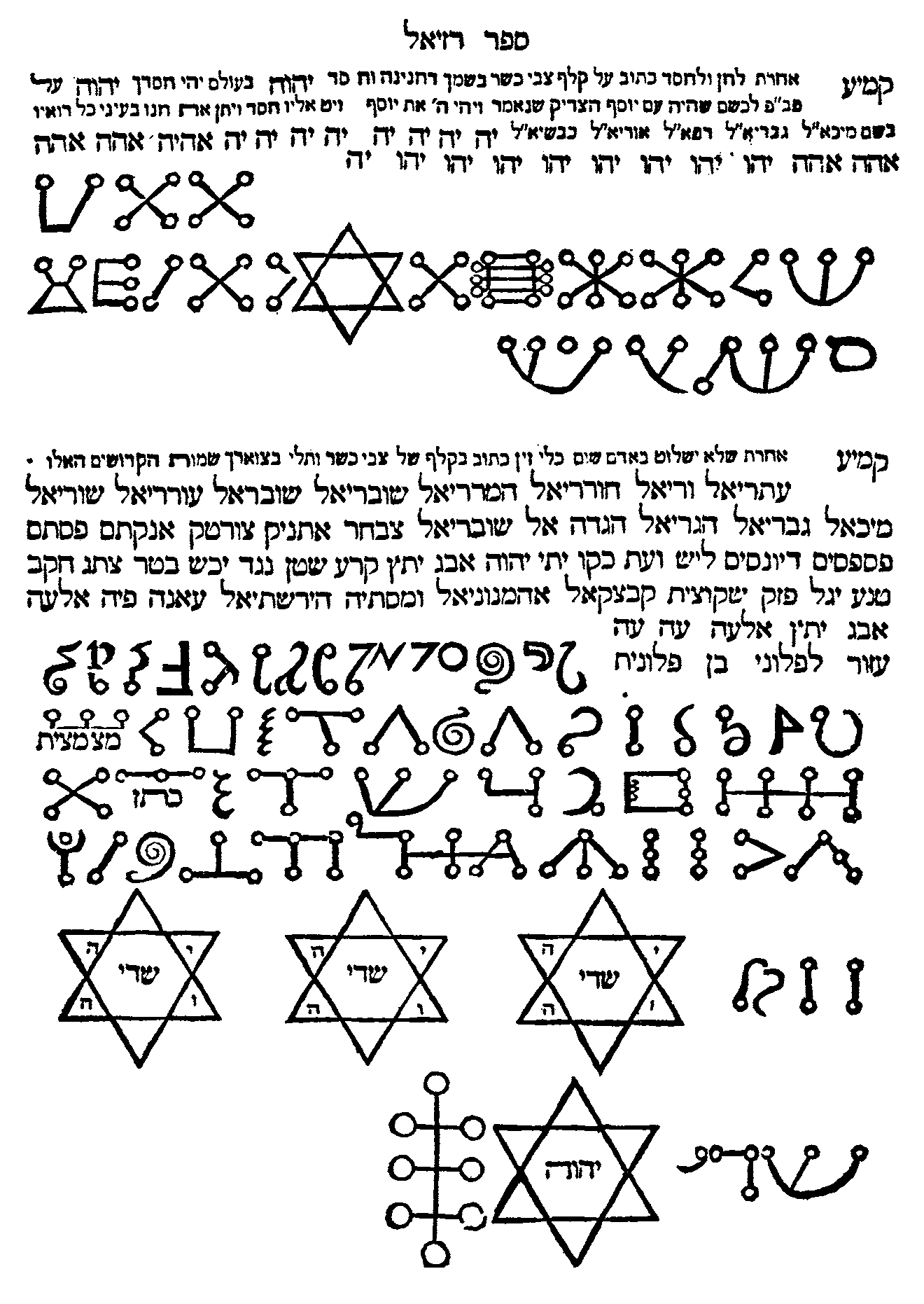
Sigillen aus dem Sefer Raziel (Amsterdam 1701)

Die Sigille oder das Sigill (von lateinisch sigillum ‚Siegel‘) ist ein allgemein im Kontext von Magie und Okkultismus erscheinendes graphisches Symbol.

## Sigillensymbole
Sigillensymbole können für sich für ein Geistwesen stehen, zum Beispiel einen Engel oder einen Dämon, oder als Objekte der Konzentration magischen Willens dienen, wie in der Sigillenmagie.
Ein Beispiel für die erste Art sind die „Planetensiegel“ des Agrippa von Nettesheim, der in De occulta philosophia die Siegel für die Geistwesen der sieben Planeten der klassischen Astrologie angibt. Das Verfahren zur Gewinnung der Siegel beruht auf sieben den Planeten entsprechenden magischen Quadraten. Jedem Feld eines solchen Planetenquadrats werden hebräische Buchstaben zugeordnet und die Buchstaben des (hebräischen) Namens eines Geistwesens werden dann durch einen Linienzug verbunden, wodurch sich das „Siegel“ des Geistwesens ergibt, das dann in magischen Operationen verwendet werden kann. Eine Abgrenzung solcher Symbole gegenüber zahlreichen Symbolen aus Astrologie und vor allem Alchemie ist nicht möglich, weshalb Fred Gettings in seinem tausende solcher Zeichen umfassenden Lexikon nicht weiter unterscheidet zwischen hermetischem Siegel und alchemistischem Symbol.

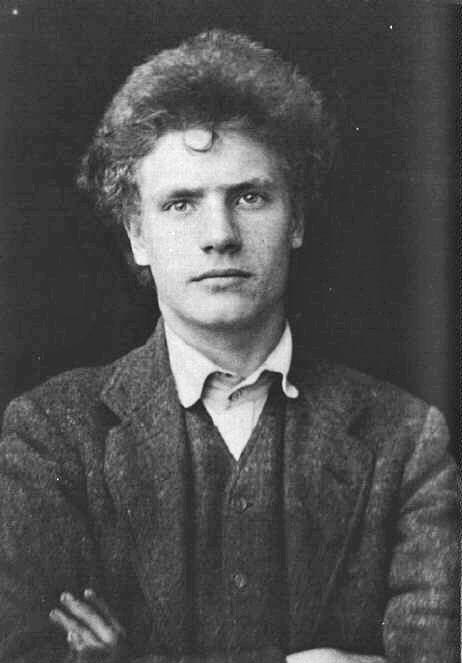
Austin Osman Spare

Die zweite Art geht auf den britischen Magier und Künstler Austin Osman Spare zurück, der eine Methode zum Erstellen von Sigillen entwickelte, die auf dem Finden von für einen magischen Zweck geeigneten Buchstabenkombinationen, der Verbindung dieser Buchstaben zu komplexen Ligaturen und der Modifikation des Resultats mit einer dem automatischen Schreiben ähnlichen Technik beruhte. Diese Form der Herstellung von Sigillen wurde vor allem in der Chaosmagie einflussreich. In ihrer Funktion ähneln solche Sigillen den in Hinduismus und Tantrismus verwendeten Yantras.

## Sigillenschriften

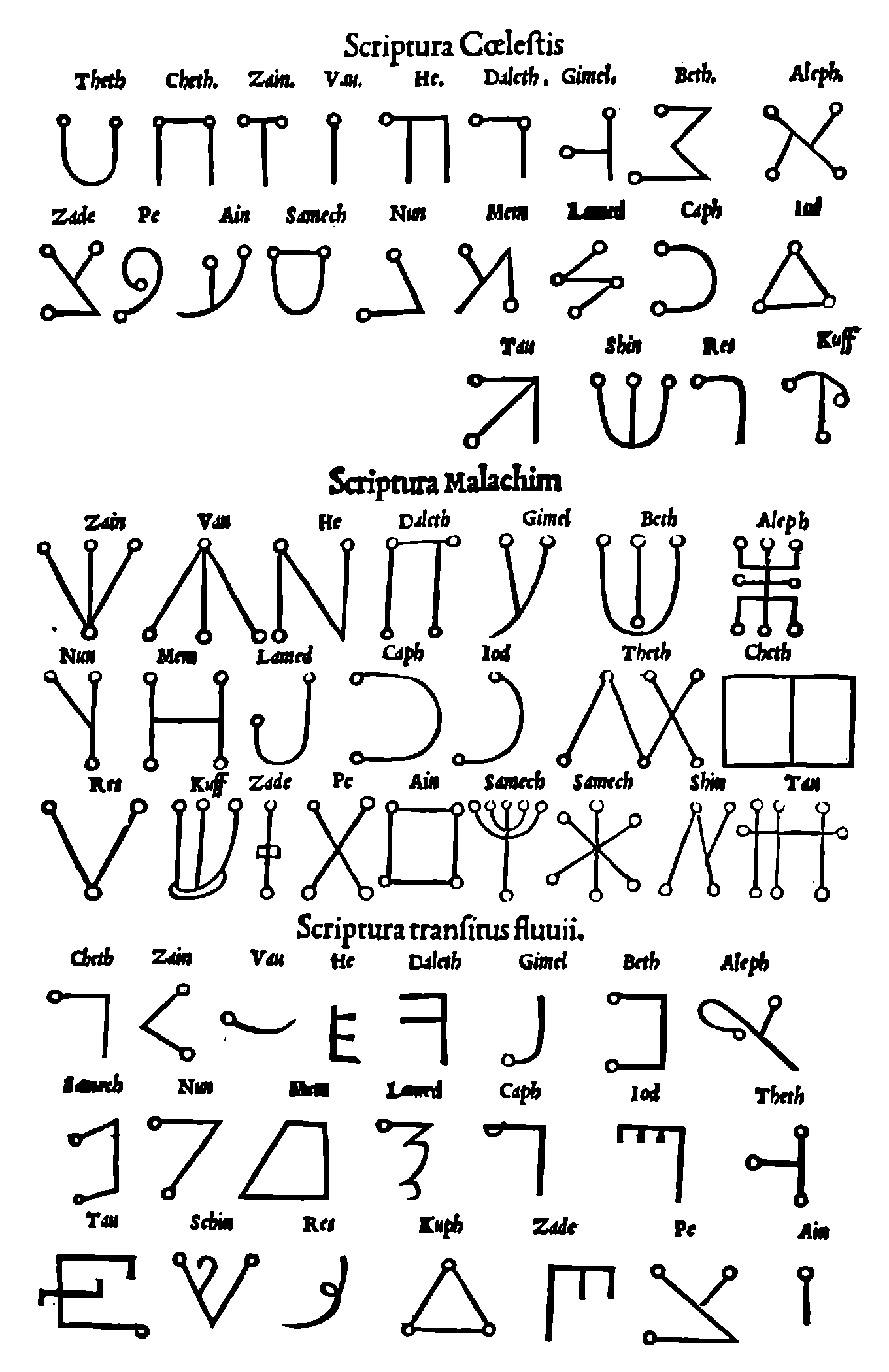
Sigillenalphabete des Agrippa von Nettesheim

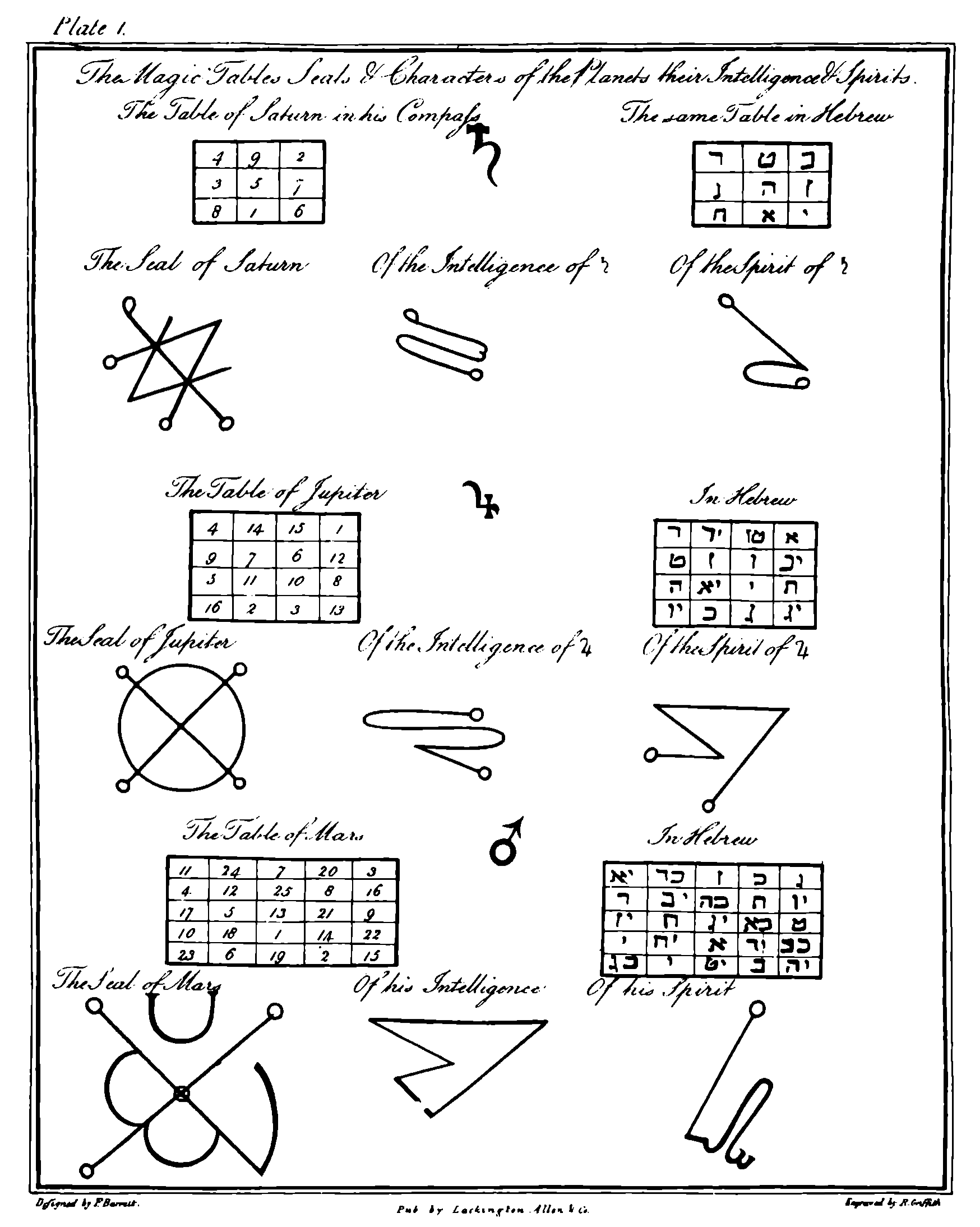
Sigillenkonstruktion mit magischen Quadraten und hebräischen Buchstaben

Von diesen für eine Wesenheit oder ein Konzept stehenden symbolischen Sigillen zu unterscheiden sind Sigillenschriften (auch Sigillenalphabete oder magische Alphabete). Hier sind die Sigillen Glyphen einer Buchstabenschrift und eine Bedeutung der einzelnen Sigille ist (abgesehen vom Buchstabenwert), wenn vorhanden, dann nachgeordnet. Ein mit solchen Sigillenzeichen geschriebener Name kann dann wieder zu einer Ligatur verbunden zum Sigillensymbol werden.
Solche Sigillenschriften sind in antiken Textdokumenten überliefert in Inschriften auf Amuletten und auf spätantiken Zauberschalen. Den Sigillen liegt dabei eine bekannte Schrift zugrunde, das heißt, es handelt sich um abweichende Glyphen einer bekannten Schrift (zum Beispiel hebräische, äthiopische, demotische und mandäische). Ihre Verwendung steigert das Geheimnisvolle und damit auch die magische Wirkung solcher Objekte. Darüber hinaus kann eine solche Schrift auch als Geheimschrift verwendet werden, was dann auch geschah, beispielsweise bei dem Alphabetum Kaldeorum, einem vermutlich von Herzog Rudolf IV. von Österreich erfundenen, angeblich auf die Chaldäer zurückgehenden Alphabet.

Aus den Traditionen der westlichen Esoterik der frühen Neuzeit sind mehrere solcher Sigillenschriften bekannt, deren Glyphen und Tabellen sich in der frühneuzeitlichen Grimoire-Literatur finden, zum Beispiel dem Sefer Raziel. Bekannte Sigillenalphabete sind das Thebanische Alphabet des Johannes Trithemius und vor allem drei Alphabete mit zugrundeliegendem hebräischen Alphabet, die die bei Agrippa von Nettesheim in De occulta philosophia (III.30) erscheinen, nämlich die Scriptura Coelestis („Schrift des Himmels“), die Scriptura Malachim („Schrift der Könige“) und die Scriptura transitus fluvii („Schrift der Flussüberquerung“). Agrippas „Himmelsschrift“ zusammen mit dem von dem englischen Magier und Gelehrten John Dee der Sprache der Engel zugeschriebenen Henochischen Alphabet sind der Grund dafür, dass solche Sigillenschriften auch als Engelsschrift oder Engelsalphabet bezeichnet werden.
Der Einfluss von Agrippas Sigillenschriften und -symbolen auf die westliche Esoterik war erheblich. Sie wirkten auf das Freimaurer-Alphabet und fanden Eingang in die Ritualmagie des Golden Dawn und in die Magick Aleister Crowleys. Auch in anderen Traditionslinien war man kreativ, so zum Beispiel bei dem angeblich keltischen Coelbren-Alphabet des walisischen Altertumsforschers und Dichters Iolo Morganwg (Edward Williams), das Aufnahme in die Überlieferung einiger neopaganer Richtungen fand.
Den Altphilologen Hans Alexander Winkler veranlasste die Ähnlichkeit von hauptsächlich aus geraden Linien und kleinen Kreisen bestehenden Sigillenschriften mit Brillengestellen dazu, von Brillenbuchstaben zu sprechen, wobei er den Begriff auf einen Aufsatz von Moïse Schwab zurückführte.